# Прабхасакши
„Прабхасакши“ (на хинди: प्रभासाक्षी, на английски: Prabhasakshi) е безплатен дигитален онлайн вестник на хинди, основан през 2001 г. Той се притежава от „Дуарикеш Информатикс Лимитед“. Уебсайтът предлага новини, статии, анализи и видеоклипове по национални, международни, спортни, здравни, развлекателни и изборни теми от Индия и света.

## История
Сайтът е основан от настоящия главен редактор Гаутам Морарка през 2001 г. Името на сайта произлиза от хинди, в превод означава „свидетел на разсъмване“.

## Обхват
Потребителите на сайта са около 1 млн. на месец. Сайтът работи съвместно с браузъри и мобилни агрегатори на новини, които публикуват неговото съдържание на своите платформи. Новините на „Прабхасакши“ са достъпни на платформи като DailyHunt и JioNews.